# Liga de Naciones de la Concacaf 2023-24
La Liga de Naciones de la Concacaf 2023-24 (en inglés: 2023-24 CONCACAF Nations League) fue la tercera edición de la Liga de Naciones Concacaf; campeonato de futbol que disputan las 41 selecciones nacionales afiliadas a la Concacaf. El torneo sirvió como proceso de clasificación para la Copa América 2024.
Nuevamente, los 41 equipos que componen la región fueron distribuidos en tres ligas diferentes de acuerdo con su desempeño futbolístico en el torneo anterior. Sin embargo, la Liga A tuvo cambios significativos, pues pasó de tener 12 a 16 equipos y además se creó una ronda extra de cuartos de final, aumentando así los partidos de eliminación directa en el torneo. Por otra parte, la Liga B se mantuvo sin cambio alguno, mientras que la Liga C redujo su número de 13 a solo 9 equipos.

## Formato
Las 41 selecciones que conforman la Concacaf son divididas en tres ligas de acuerdo con los ascensos producidos tras el final de la Liga de Naciones de la Concacaf 2022-23.
La Liga A ahora incluyó 16 selecciones nacionales, de los cuales 12 fueron divididas en dos grupos de seis equipos cada uno y jugaron en una liga con un sistema suizo, jugando un total de cuatro partidos (dos de local y dos de visitante). Estas 12 selecciones fueron aquellas con la clasificación más baja en el ranking de Concacaf de marzo de 2023 y clasificaron a la ronda de cuartos de final el primer y segundo lugar de cada grupo, donde estarían esperando los cuatro equipos mejor clasificados, según el mismo ranking Concacaf de marzo de 2023. Esta ronda de cuartos de final de la Liga A se jugó en un formato de ida y vuelta, y los ganadores en cada enfrentamiento avanzaron a las Finales de la Liga de Naciones Concacaf 2023-24. Igualmente, los ganadores de los cuartos de final también se clasificaron para la Copa América 2024. Los cuatro perdedores de los cuartos de final jugaron un repechaje interno para determinar a los últimos dos clasificados al certamen anteriormente mencionado. Tanto las Finales de la Liga de Naciones Concacaf y los repechajes internos se jugaron en las mismas fechas y en Arlington como sede única. 
La Liga B siguió incluyendo 16 equipos divididos en cuatro grupos de cuatro equipos. Cada equipo jugó un total de seis partidos en un sistema de todos contra todos (tres de local y tres de visitante).
La Liga C incluyó nueve equipos divididos en tres grupos de tres equipos, ida y vuelta, para un total de cuatro partidos por equipo en un sistema de todos contra todos (dos en casa y dos de visitante).
La fase de grupos de la Liga A se jugó en los meses de septiembre y octubre de 2023, mientras que para las Ligas B y C se extendió hasta noviembre de 2023. Los cuartos de final se jugaron en el mes de noviembre, las Finales de la Liga de Naciones y los repechajes internos se jugaron en marzo de 2024.
El ascenso y descenso se reanudó para la temporada 2023-24, con los equipos en quinto y sexto lugar en la Liga A y los equipos en cuarto lugar en la Liga B siendo descendidos para la próxima temporada. Ascendieron los ganadores de grupo de las Ligas B y C, así como el mejor segundo puesto de la Liga C.

## Calendario
El calendario para la Liga de Naciones de Concacaf 2023-24 es el siguiente.
| Ronda                       | Ronda      | Fecha FIFA                 |
| Liga A                      | Liga B y C | Fecha FIFA                 |
| --------------------------- | ---------- | -------------------------- |
| Jornada 1                   | Jornada 1  | 7–12 de septiembre de 2023 |
| Jornada 2                   |            | 7–12 de septiembre de 2023 |
| Jornada 3                   | Jornada 3  | 12–17 de octubre de 2023   |
| Jornada 4                   |            | 12–17 de octubre de 2023   |
| Cuartos de final, ida       | Jornada 5  | 16–21 de noviembre de 2023 |
| Cuartos de final, vuelta    | Jornada 6  | 16–21 de noviembre de 2023 |
| Semifinales                 | —          | 21–24 de marzo de 2024     |
| Partido por el tercer lugar | —          | 21–24 de marzo de 2024     |
| Final                       | —          | 21–24 de marzo de 2024     |

## Equipos participantes
Las 41 selecciones pertenecientes a Concacaf participaron en la competición.
En negrita las selecciones de la Liga A.
| Equipos participantes | Equipos participantes | Equipos participantes     | Equipos participantes                | Equipos participantes        | Equipos participantes |
| --------------------- | --------------------- | ------------------------- | ------------------------------------ | ---------------------------- | --------------------- |
| Anguila               | Costa Rica            | Guatemala                 | Islas Vírgenes de los Estados Unidos | República Dominicana         |                       |
| Antigua y Barbuda     | Cuba                  | Guayana Francesa          | Jamaica                              | Saint-Martin                 |                       |
| Aruba                 | Curazao               | Guyana                    | Martinica                            | San Cristóbal y Nieves       |                       |
| Bahamas               | Dominica              | Haití                     | México                               | San Vicente y las Granadinas |                       |
| Barbados              | El Salvador           | Honduras                  | Montserrat                           | Santa Lucía                  |                       |
| Belice                | Estados Unidos        | Islas Caimán              | Nicaragua                            | Sint Maarten                 |                       |
| Bermudas              | Granada               | Islas Turcas y Caicos     | Panamá                               | Surinam                      |                       |
| Bonaire               | Guadalupe             | Islas Vírgenes Británicas | Puerto Rico                          | Trinidad y Tobago            |                       |
| Canadá                |                       |                           |                                      |                              |                       |

## Distribución
Los equipos que finalizaron líderes de grupo de las ligas B y C ascendieron. Los demás equipos se mantuvieron en sus respectivas ligas. Debido a la reestructuración de las ligas se canceló el descenso en la temporada pasada.
|             | Ascendido de categoría. |
| Sin cambios | Mantuvo su categoría.   |

| Distribución de la temporada 2023-24 | Distribución de la temporada 2023-24 | Distribución de la temporada 2023-24 | Distribución de la temporada 2023-24 | Distribución de la temporada 2023-24 | Distribución de la temporada 2023-24 | Distribución de la temporada 2023-24 | Distribución de la temporada 2023-24 |
| Liga A                               | Liga A                               | Liga A                               | Liga A                               | Liga A                               | Liga A                               | Liga A                               | Liga A                               |
| ------------------------------------ | ------------------------------------ | ------------------------------------ | ------------------------------------ | ------------------------------------ | ------------------------------------ | ------------------------------------ | ------------------------------------ |
| Canadá                               | Sin cambios                          | El Salvador                          | Sin cambios                          | Haití                                |                                      | México                               | Sin cambios                          |
| Costa Rica                           | Sin cambios                          | Estados Unidos                       | Sin cambios                          | Honduras                             | Sin cambios                          | Panamá                               | Sin cambios                          |
| Cuba                                 |                                      | Granada                              | Sin cambios                          | Jamaica                              | Sin cambios                          | Surinam                              | Sin cambios                          |
| Curazao                              | Sin cambios                          | Guatemala                            |                                      | Martinica                            | Sin cambios                          | Trinidad y Tobago                    |                                      |
| Liga B                               |                                      |                                      |                                      |                                      |                                      |                                      |                                      |
| Antigua y Barbuda                    | Sin cambios                          | Bermudas                             | Sin cambios                          | Montserrat                           | Sin cambios                          | San Cristóbal y Nieves               |                                      |
| Bahamas                              | Sin cambios                          | Guayana Francesa                     | Sin cambios                          | Nicaragua                            | Sin cambios                          | Santa Lucía                          |                                      |
| Barbados                             | Sin cambios                          | Guadalupe                            | Sin cambios                          | Puerto Rico                          |                                      | San Vicente y las Granadinas         | Sin cambios                          |
| Belice                               | Sin cambios                          | Guyana                               | Sin cambios                          | República Dominicana                 | Sin cambios                          | Sint Maarten                         |                                      |
| Liga C                               |                                      |                                      |                                      |                                      |                                      |                                      |                                      |
| Aruba                                | Sin cambios                          | Dominica                             | Sin cambios                          | Islas Turcas y Caicos                | Sin cambios                          | Islas Vírgenes Británicas            | Sin cambios                          |
| Anguila                              | Sin cambios                          | Islas Caimán                         | Sin cambios                          | Islas Vírgenes de los Estados Unidos | Sin cambios                          | Saint-Martin                         | Sin cambios                          |
| Bonaire                              | Sin cambios                          |                                      |                                      |                                      |                                      |                                      |                                      |

### Sorteo
El sorteo para la fase de grupos tuvo lugar el 16 de mayo de 2023 a las 19:00 EDT (UTC-4) en Miami, Estados Unidos. Los bombos para cada una de las ligas se conformaron con base al ranking de selecciones nacionales de Concacaf de marzo de 2023.
| Bombo | Selección         | Pts. | Rank. |
| ----- | ----------------- | ---- | ----- |
| —     | México            | 1939 | 1     |
| —     | Estados Unidos    | 1919 | 2     |
| —     | Costa Rica        | 1796 | 3     |
| —     | Canadá            | 1743 | 4     |
| 1     | Panamá            | 1695 | 5     |
| 1     | Haití             | 1482 | 6     |
| 2     | Jamaica           | 1479 | 7     |
| 2     | Guatemala         | 1405 | 8     |
| 3     | Honduras          | 1403 | 9     |
| 3     | El Salvador       | 1330 | 10    |
| 4     | Martinica         | 1246 | 12    |
| 4     | Cuba              | 1176 | 13    |
| 5     | Curazao           | 1171 | 14    |
| 5     | Surinam           | 1079 | 16    |
| 6     | Trinidad y Tobago | 1254 | 11    |
| 6     | Granada           | 791  | 25    |

| Bombo | Selección                    | Pts. | Rank. |
| ----- | ---------------------------- | ---- | ----- |
| 1     | Nicaragua                    | 1067 | 17    |
| 1     | Guayana Francesa             | 1086 | 15    |
| 1     | Guyana                       | 994  | 18    |
| 1     | Guadalupe                    | 966  | 19    |
| 2     | Antigua y Barbuda            | 949  | 20    |
| 2     | San Cristóbal y Nieves       | 923  | 21    |
| 2     | República Dominicana         | 913  | 22    |
| 2     | Bermudas                     | 863  | 23    |
| 3     | Santa Lucía                  | 795  | 24    |
| 3     | Puerto Rico                  | 790  | 26    |
| 3     | Montserrat                   | 780  | 27    |
| 3     | San Vicente y las Granadinas | 726  | 28    |
| 4     | Belice                       | 715  | 29    |
| 4     | Barbados                     | 681  | 30    |
| 4     | Bahamas                      | 530  | 34    |
| 4     | Sint Maarten                 | 413  | 37    |

| Bombo | Selección                            | Pts. | Rank. |
| ----- | ------------------------------------ | ---- | ----- |
| 1     | Bonaire                              | 627  | 31    |
| 1     | Dominica                             | 572  | 32    |
| 1     | Aruba                                | 564  | 33    |
| 2     | Islas Turcas y Caicos                | 461  | 35    |
| 2     | Islas Caimán                         | 435  | 36    |
| 2     | San Martín                           | 377  | 38    |
| 3     | Anguila                              | 224  | 39    |
| 3     | Islas Vírgenes de los Estados Unidos | 193  | 40    |
| 3     | Islas Vírgenes Británicas            | 163  | 41    |

| Bombo | Selección                    | Pts. | Rank. |
| ----- | ---------------------------- | ---- | ----- |
| 1     | Nicaragua                    | 1067 | 17    |
| 1     | Guayana Francesa             | 1086 | 15    |
| 1     | Guyana                       | 994  | 18    |
| 1     | Guadalupe                    | 966  | 19    |
| 2     | Antigua y Barbuda            | 949  | 20    |
| 2     | San Cristóbal y Nieves       | 923  | 21    |
| 2     | República Dominicana         | 913  | 22    |
| 2     | Bermudas                     | 863  | 23    |
| 3     | Santa Lucía                  | 795  | 24    |
| 3     | Puerto Rico                  | 790  | 26    |
| 3     | Montserrat                   | 780  | 27    |
| 3     | San Vicente y las Granadinas | 726  | 28    |
| 4     | Belice                       | 715  | 29    |
| 4     | Barbados                     | 681  | 30    |
| 4     | Bahamas                      | 530  | 34    |
| 4     | Sint Maarten                 | 413  | 37    |

| Bombo | Selección                            | Pts. | Rank. |
| ----- | ------------------------------------ | ---- | ----- |
| 1     | Bonaire                              | 627  | 31    |
| 1     | Dominica                             | 572  | 32    |
| 1     | Aruba                                | 564  | 33    |
| 2     | Islas Turcas y Caicos                | 461  | 35    |
| 2     | Islas Caimán                         | 435  | 36    |
| 2     | San Martín                           | 377  | 38    |
| 3     | Anguila                              | 224  | 39    |
| 3     | Islas Vírgenes de los Estados Unidos | 193  | 40    |
| 3     | Islas Vírgenes Británicas            | 163  | 41    |

## Liga A

### Grupo A
| Pos. | Equipo            | Pts. | PJ | G | E | P | GF | GC | Dif. | Clasificación    |
| ---- | ----------------- | ---- | -- | - | - | - | -- | -- | ---- | ---------------- |
| 1    | Panamá            | 10   | 4  | 3 | 1 | 0 | 9  | 2  | +7   | Cuartos de Final |
| 2    | Trinidad y Tobago | 9    | 4  | 3 | 0 | 1 | 10 | 9  | +1   | Cuartos de Final |
| 3    | Martinica         | 7    | 4  | 2 | 1 | 1 | 2  | 3  | −1   |                  |
| 4    | Guatemala         | 4    | 4  | 1 | 1 | 2 | 5  | 7  | −2   |                  |
| 5    | Curazao           | 3    | 4  | 1 | 0 | 3 | 6  | 7  | −1   | Descenso         |
| 6    | El Salvador       | 1    | 4  | 0 | 1 | 3 | 2  | 6  | −4   | Descenso         |

 Fuente: Concacaf
Criterios de clasificación: Puntos · Diferencia de goles · Goles a favor · Play-off
| \| Fecha \| Lugar \| Local \| \| Resultado \| \| Visitante \| \| ------------------------ \| ------------------- \| ----------------- \| \| --------- \| \| ----------------- \| \| 7 de septiembre de 2023 \| Puerto España \| Trinidad y Tobago \| \| 1 – 0 \| \| Curazao \| \| 7 de septiembre de 2023 \| Penonomé \| Panamá \| \| 3 – 0 \| \| Martinica \| \| 7 de septiembre de 2023 \| Ciudad de Guatemala \| Guatemala \| \| 2 – 0 \| \| El Salvador \| \| 10 de septiembre de 2023 \| Fort-de-France \| Martinica \| \| 1 – 0 \| \| Curazao \| \| 10 de septiembre de 2023 \| Ciudad de Guatemala \| Guatemala \| \| 1 – 1 \| \| Panamá \| \| 10 de septiembre de 2023 \| San Salvador \| El Salvador \| \| 2 – 3 \| \| Trinidad y Tobago \| \| 13 de octubre de 2023 \| Willemstad \| Curazao \| \| 1 – 2 \| \| Panamá \| \| 13 de octubre de 2023 \| Fort-de-France \| Martinica \| \| 1 – 0 \| \| El Salvador \| \| 13 de octubre de 2023 \| Puerto España \| Trinidad y Tobago \| \| 3 – 2 \| \| Guatemala \| \| 17 de octubre de 2023 \| Ciudad de Panamá \| Panamá \| \| 3 – 0 \| \| Guatemala \| \| 17 de octubre de 2023 \| San Salvador \| El Salvador \| \| 0 – 0 \| \| Martinica \| \| 17 de octubre de 2023 \| Willemstad \| Curazao \| \| 5 – 3 \| \| Trinidad y Tobago \| |                     |                   |                              |           |                              |                   |
| Fecha | Lugar               | Local             |                              | Resultado |                              | Visitante         |
| 7 de septiembre de 2023 | Puerto España       | Trinidad y Tobago | Bandera de Trinidad y Tobago | 1 – 0     | Bandera de Curazao           | Curazao           |
| 7 de septiembre de 2023 | Penonomé            | Panamá            | Bandera de Panamá            | 3 – 0     | Bandera de Martinica         | Martinica         |
| 7 de septiembre de 2023 | Ciudad de Guatemala | Guatemala         | Bandera de Guatemala         | 2 – 0     | Bandera de El Salvador       | El Salvador       |
| 10 de septiembre de 2023 | Fort-de-France      | Martinica         | Bandera de Martinica         | 1 – 0     | Bandera de Curazao           | Curazao           |
| 10 de septiembre de 2023 | Ciudad de Guatemala | Guatemala         | Bandera de Guatemala         | 1 – 1     | Bandera de Panamá            | Panamá            |
| 10 de septiembre de 2023 | San Salvador        | El Salvador       | Bandera de El Salvador       | 2 – 3     | Bandera de Trinidad y Tobago | Trinidad y Tobago |
| 13 de octubre de 2023 | Willemstad          | Curazao           | Bandera de Curazao           | 1 – 2     | Bandera de Panamá            | Panamá            |
| 13 de octubre de 2023 | Fort-de-France      | Martinica         | Bandera de Martinica         | 1 – 0     | Bandera de El Salvador       | El Salvador       |
| 13 de octubre de 2023 | Puerto España       | Trinidad y Tobago | Bandera de Trinidad y Tobago | 3 – 2     | Bandera de Guatemala         | Guatemala         |
| 17 de octubre de 2023 | Ciudad de Panamá    | Panamá            | Bandera de Panamá            | 3 – 0     | Bandera de Guatemala         | Guatemala         |
| 17 de octubre de 2023 | San Salvador        | El Salvador       | Bandera de El Salvador       | 0 – 0     | Bandera de Martinica         | Martinica         |
| 17 de octubre de 2023 | Willemstad          | Curazao           | Bandera de Curazao           | 5 – 3     | Bandera de Trinidad y Tobago | Trinidad y Tobago |

### Grupo B
| Pos. | Equipo   | Pts. | PJ | G | E | P | GF | GC | Dif. | Clasificación    |
| ---- | -------- | ---- | -- | - | - | - | -- | -- | ---- | ---------------- |
| 1    | Jamaica  | 10   | 4  | 3 | 1 | 0 | 10 | 5  | +5   | Cuartos de final |
| 2    | Honduras | 7    | 4  | 2 | 1 | 1 | 8  | 1  | +7   | Cuartos de final |
| 3    | Surinam  | 5    | 4  | 1 | 2 | 1 | 6  | 3  | +3   |                  |
| 4    | Cuba     | 5    | 4  | 1 | 2 | 1 | 1  | 4  | −3   |                  |
| 5    | Haití    | 3    | 4  | 0 | 3 | 1 | 5  | 6  | −1   | Descenso         |
| 6    | Granada  | 1    | 4  | 0 | 1 | 3 | 2  | 13 | −11  | Descenso         |

 Fuente: Concacaf
Criterios de clasificación: Puntos · Diferencia de goles · Goles a favor · Play-off
| \| Fecha \| Lugar \| Local \| \| Resultado \| \| Visitante \| \| ------------------------ \| ------------------------------------ \| -------- \| \| --------- \| \| --------- \| \| 8 de septiembre de 2023 \| San Cristóbal (República Dominicana) \| Haití \| \| 0 – 0 \| \| Cuba \| \| 8 de septiembre de 2023 \| Saint George \| Granada \| \| 1 – 1 \| \| Surinam \| \| 8 de septiembre de 2023 \| Kingston \| Jamaica \| \| 1 – 0 \| \| Honduras \| \| 12 de septiembre de 2023 \| Santiago de Cuba \| Cuba \| \| 1 – 0 \| \| Surinam \| \| 12 de septiembre de 2023 \| Kingston \| Jamaica \| \| 2 – 2 \| \| Haití \| \| 12 de septiembre de 2023 \| Tegucigalpa \| Honduras \| \| 4 – 0 \| \| Granada \| \| 12 de octubre de 2023 \| Paramáribo \| Surinam \| \| 1 – 1 \| \| Haití \| \| 12 de octubre de 2023 \| Saint George \| Granada \| \| 1 – 4 \| \| Jamaica \| \| 12 de octubre de 2023 \| Santo Domingo (República Dominicana) \| Cuba \| \| 0 – 0 \| \| Honduras \| \| 15 de octubre de 2023 \| Puerto España (Trinidad y Tobago) \| Haití \| \| 2 – 3 \| \| Jamaica \| \| 15 de octubre de 2023 \| Tegucigalpa \| Honduras \| \| 4 – 0 \| \| Cuba \| \| 15 de octubre de 2023 \| Paramáribo \| Surinam \| \| 4 – 0 \| \| Granada \| |                                      |          |                     |           |                     |           |
| Fecha | Lugar                                | Local    |                     | Resultado |                     | Visitante |
| 8 de septiembre de 2023 | San Cristóbal (República Dominicana) | Haití    | Bandera de Haití    | 0 – 0     | Bandera de Cuba     | Cuba      |
| 8 de septiembre de 2023 | Saint George                         | Granada  | Bandera de Granada  | 1 – 1     | Bandera de Surinam  | Surinam   |
| 8 de septiembre de 2023 | Kingston                             | Jamaica  | Bandera de Jamaica  | 1 – 0     | Bandera de Honduras | Honduras  |
| 12 de septiembre de 2023 | Santiago de Cuba                     | Cuba     | Bandera de Cuba     | 1 – 0     | Bandera de Surinam  | Surinam   |
| 12 de septiembre de 2023 | Kingston                             | Jamaica  | Bandera de Jamaica  | 2 – 2     | Bandera de Haití    | Haití     |
| 12 de septiembre de 2023 | Tegucigalpa                          | Honduras | Bandera de Honduras | 4 – 0     | Bandera de Granada  | Granada   |
| 12 de octubre de 2023 | Paramáribo                           | Surinam  | Bandera de Surinam  | 1 – 1     | Bandera de Haití    | Haití     |
| 12 de octubre de 2023 | Saint George                         | Granada  | Bandera de Granada  | 1 – 4     | Bandera de Jamaica  | Jamaica   |
| 12 de octubre de 2023 | Santo Domingo (República Dominicana) | Cuba     | Bandera de Cuba     | 0 – 0     | Bandera de Honduras | Honduras  |
| 15 de octubre de 2023 | Puerto España (Trinidad y Tobago)    | Haití    | Bandera de Haití    | 2 – 3     | Bandera de Jamaica  | Jamaica   |
| 15 de octubre de 2023 | Tegucigalpa                          | Honduras | Bandera de Honduras | 4 – 0     | Bandera de Cuba     | Cuba      |
| 15 de octubre de 2023 | Paramáribo                           | Surinam  | Bandera de Surinam  | 4 – 0     | Bandera de Granada  | Granada   |

### Cuartos de final
Los partidos tuvieron lugar en noviembre de 2023. Los ganadores avanzaron a la Fase final de la Liga de Naciones de Concacaf y clasificaron a la Copa América 2024, mientras que los perdedores avanzaron a los play-offs clasificatorios a la Copa América.
| Equipo 1       | Agr.         | Equipo 2          | Ida | Vuelta      |
| -------------- | ------------ | ----------------- | --- | ----------- |
| Costa Rica     | 1–6          | Panamá            | 0–3 | 1–3         |
| Jamaica        | 4–4 (v.)     | Canadá            | 1–2 | 3–2         |
| Estados Unidos | 4–2          | Trinidad y Tobago | 3–0 | 1–2         |
| Honduras       | 2–2 (2–4 p.) | México            | 2–0 | 0–2 (t. s.) |

### Fase final
Cuadro de desarrollo
|  | Semifinales | Semifinales            | Semifinales |                |   | Final        | Final        | Final        |  |
|  |             |                        |             |                |   |              |              |              |  |
|  |             |                        |             |                |   |              |              |              |  |
|  | 2           | Estados Unidos (t. s.) | 3           |                |   |              |              |              |  |
|  | 2           | Estados Unidos (t. s.) | 3           |                |   |              |              |              |  |
|  | 3           | Jamaica                | 1           |                |   |              |              |              |  |
|  | 3           | Jamaica                | 1           |                | 4 | México       | 0            |              |  |
|  |             |                        |             |                | 4 | México       | 0            |              |  |
|  |             |                        | 2           | Estados Unidos | 2 |              |              |              |  |
|  | 1           | Panamá                 | 2           | Estados Unidos | 2 | 0            |              |              |  |
|  | 1           | Panamá                 |             |                |   | 0            |              |              |  |
|  | 4           | México                 | 3           |                |   | Tercer lugar | Tercer lugar | Tercer lugar |  |
|  | 4           | México                 | 3           |                |   | Tercer lugar | Tercer lugar | Tercer lugar |  |
|  |             |                        |             |                |   |              |              |              |  |
|  |             |                        |             |                |   | Panamá       | Panamá       | 0            |  |
|  |             |                        |             |                |   | Panamá       | Panamá       | 0            |  |
|  |             |                        |             |                |   | Jamaica      | Jamaica      | 1            |  |
|  |             |                        |             |                |   | Jamaica      | Jamaica      | 1            |  |
|  |             |                        |             |                |   |              |              |              |  |

|                                    |
| Bandera de Estados Unidos          |
| Campeón Estados Unidos 3.er título |

## Liga B

### Grupo A
| Pos. | Equipo                 | Pts. | PJ | G | E | P | GF | GC | Dif. | Clasificación |     | Bandera de Guadalupe (Francia) | Bandera de Santa Lucía |     | Bandera de San Cristobal y Nieves |
| ---- | ---------------------- | ---- | -- | - | - | - | -- | -- | ---- | ------------- | --- | ------------------------------ | ---------------------- | --- | --------------------------------- |
| 1    | Guadalupe              | 15   | 6  | 5 | 0 | 1 | 16 | 3  | +13  | Ascenso       |     | —                              | 2–0                    | 4–0 | 5–0                               |
| 2    | Santa Lucía            | 10   | 6  | 3 | 1 | 2 | 10 | 6  | +4   |               |     | 2–1                            | —                      | 1–2 | 2–0                               |
| 3    | Sint Maarten           | 6    | 6  | 2 | 0 | 4 | 6  | 15 | −9   |               | 0–2 | 1–5                            | —                      | 2–3 |                                   |
| 4    | San Cristóbal y Nieves | 4    | 6  | 1 | 1 | 4 | 4  | 12 | −8   | Descenso      |     | 1–2                            | 0–0                    | 0–1 | —                                 |

 Fuente: Concacaf
Criterios de clasificación: Puntos · Diferencia de goles · Goles a favor · Play-off

### Grupo B
| Pos. | Equipo               | Pts. | PJ | G | E | P | GF | GC | Dif. | Clasificación |     | Bandera de Nicaragua | Bandera de la República Dominicana | Bandera de Montserrat | Bandera de Barbados |
| ---- | -------------------- | ---- | -- | - | - | - | -- | -- | ---- | ------------- | --- | -------------------- | ---------------------------------- | --------------------- | ------------------- |
| 1    | Nicaragua            | 16   | 6  | 5 | 1 | 0 | 17 | 1  | +16  | Ascenso       |     | —                    | 0–0                                | 3–0                   | 5–1                 |
| 2    | República Dominicana | 10   | 6  | 3 | 1 | 2 | 14 | 6  | +8   |               |     | 0–2                  | —                                  | 3–0                   | 5–2                 |
| 3    | Montserrat           | 9    | 6  | 3 | 0 | 3 | 9  | 14 | −5   |               | 0–3 | 2–1                  | —                                  | 4–2                   |                     |
| 4    | Barbados             | 0    | 6  | 0 | 0 | 6 | 7  | 26 | −19  | Descenso      |     | 0–4                  | 0–5                                | 2–3                   | —                   |

 Fuente: Concacaf
Criterios de clasificación: Puntos · Diferencia de goles · Goles a favor · Play-off

### Grupo C
| Pos. | Equipo                       | Pts. | PJ | G | E | P | GF | GC | Dif. | Clasificación |     | Bandera de Guayana Francesa | Bandera de San Vicente y las Granadinas | Bandera de Bermudas | Bandera de Belice |
| ---- | ---------------------------- | ---- | -- | - | - | - | -- | -- | ---- | ------------- | --- | --------------------------- | --------------------------------------- | ------------------- | ----------------- |
| 1    | Guayana Francesa             | 10   | 6  | 3 | 1 | 2 | 10 | 6  | +4   | Ascenso       |     | —                           | 3–2                                     | 3−0                 | 0−2               |
| 2    | San Vicente y las Granadinas | 9    | 6  | 3 | 0 | 3 | 13 | 14 | −1   |               |     | 1−4                         | —                                       | 4−3                 | 3−0               |
| 3    | Bermudas                     | 8    | 6  | 2 | 2 | 2 | 8  | 9  | −1   |               | 0−0 | 3–1                         | —                                       | 1–1                 |                   |
| 4    | Belice                       | 7    | 6  | 2 | 1 | 3 | 5  | 7  | −2   | Descenso      |     | 1−0                         | 1−2                                     | 0–1                 | —                 |

 Fuente: Concacaf
Criterios de clasificación: Puntos · Diferencia de goles · Goles a favor · Play-off

### Grupo D
| Pos. | Equipo            | Pts. | PJ | G | E | P | GF | GC | Dif. | Clasificación |     | Bandera de Guyana | Bandera de Puerto Rico | Bandera de Antigua y Barbuda | Bandera de Bahamas |
| ---- | ----------------- | ---- | -- | - | - | - | -- | -- | ---- | ------------- | --- | ----------------- | ---------------------- | ---------------------------- | ------------------ |
| 1    | Guyana            | 15   | 5  | 5 | 0 | 0 | 20 | 5  | +15  | Ascenso       |     | —                 | 3–1                    | 6–0                          | 3−2                |
| 2    | Puerto Rico       | 12   | 6  | 4 | 0 | 2 | 22 | 10 | +12  |               |     | 1–3               | —                      | 5–0                          | 6–1                |
| 3    | Antigua y Barbuda | 4    | 6  | 1 | 1 | 4 | 9  | 22 | −13  |               | 1–5 | 2–3               | —                      | 2–2                          |                    |
| 4    | Bahamas           | 1    | 5  | 0 | 1 | 4 | 7  | 21 | −14  | Descenso      |     | Canc.             | 1–6                    | 1–4                          | —                  |

Actualizado a los partidos jugados el 21 de noviembre de 2023.
 Fuente: Concacaf
Criterios de clasificación: Puntos · Diferencia de goles · Goles a favor · Play-off

## Liga C

### Grupo A
| Pos. | Equipo       | Pts. | PJ | G | E | P | GF | GC | Dif. | Clasificación |  | Bandera de San Martín | Bandera de Bonaire | Bandera de Anguila |
| ---- | ------------ | ---- | -- | - | - | - | -- | -- | ---- | ------------- |  | --------------------- | ------------------ | ------------------ |
| 1    | Saint-Martin | 12   | 4  | 4 | 0 | 0 | 20 | 1  | +19  | Ascenso       |  | —                     | 2–1                | 8–0                |
| 2    | Bonaire      | 6    | 4  | 2 | 0 | 2 | 6  | 6  | 0    | Ascenso       |  | 0–4                   | —                  | 2–0                |
| 3    | Anguila      | 0    | 4  | 0 | 0 | 4 | 0  | 19 | −19  |               |  | 0−6                   | 0–3                | —                  |

 Fuente: Concacaf
Criterios de clasificación: Puntos · Diferencia de goles · Goles a favor · Play-off

### Grupo B
| Pos. | Equipo                               | Pts. | PJ | G | E | P | GF | GC | Dif. | Clasificación |     | Bandera de Aruba | Bandera de Islas Caimán | Bandera de Islas Vírgenes de los Estados Unidos |
| ---- | ------------------------------------ | ---- | -- | - | - | - | -- | -- | ---- | ------------- | --- | ---------------- | ----------------------- | ----------------------------------------------- |
| 1    | Aruba                                | 12   | 4  | 4 | 0 | 0 | 14 | 4  | +10  | Ascenso       |     | —                | 5–1                     | 3–2                                             |
| 2    | Islas Caimán                         | 4    | 4  | 1 | 1 | 2 | 6  | 10 | −4   |               |     | 1–2              | —                       | 2–1                                             |
| 3    | Islas Vírgenes de los Estados Unidos | 1    | 4  | 0 | 1 | 3 | 5  | 11 | −6   |               | 1–4 | 2–2              | —                       |                                                 |

 Fuente: Concacaf
Criterios de clasificación: Puntos · Diferencia de goles · Goles a favor · Play-off

### Grupo C
| Pos. | Equipo                    | Pts. | PJ | G | E | P | GF | GC | Dif. | Clasificación |     | Bandera de Dominica | Bandera de Islas Vírgenes Británicas | Bandera de Islas Turcas y Caicos |
| ---- | ------------------------- | ---- | -- | - | - | - | -- | -- | ---- | ------------- | --- | ------------------- | ------------------------------------ | -------------------------------- |
| 1    | Dominica                  | 10   | 4  | 3 | 1 | 0 | 8  | 2  | +6   | Ascenso       |     | —                   | 1–1                                  | 2–0                              |
| 2    | Islas Vírgenes Británicas | 5    | 4  | 1 | 2 | 1 | 7  | 6  | +1   |               |     | 1–2                 | —                                    | 3–1                              |
| 3    | Islas Turcas y Caicos     | 1    | 4  | 0 | 1 | 3 | 3  | 10 | −7   |               | 0−3 | 2–2                 | —                                    |                                  |

 Fuente: Concacaf
Criterios de clasificación: Puntos · Diferencia de goles · Goles a favor · Play-off

### Mejor segundo
| Pos. | Grp. | Equipo                    | Pts. | PJ | G | E | P | GF | GC | Dif. | Clasificación |
| ---- | ---- | ------------------------- | ---- | -- | - | - | - | -- | -- | ---- | ------------- |
| 1    | A    | Bonaire                   | 6    | 4  | 2 | 0 | 2 | 6  | 6  | 0    | Ascenso       |
| 2    | C    | Islas Vírgenes Británicas | 5    | 4  | 1 | 2 | 1 | 7  | 6  | +1   |               |
| 3    | B    | Islas Caimán              | 4    | 4  | 1 | 1 | 2 | 6  | 10 | −4   |               |

 Fuente: Concacaf
Criterios de clasificación: 1) Puntos; 2) Diferencia de gol; 3) Goles anotados; 4) Puntos disciplinarios; 5) Sorteo.